# Maxime Rodinson
Maxime Rodinson (26 de enero de 1915 - 23 de mayo de 2004) fue un historiador marxista, sociólogo y orientalista francés.
Era hijo de un polaco ruso-judío comerciante de ropa que murió en Auschwitz con su esposa. 
Rodinson estudió idiomas orientales, y se convirtió en profesor de amárico en el EPHE (École Pratique des Hautes Études, Francia). Lingüista, dominó una treintena de lenguas y dialectos y fue escritor prolífico.
Se incorporó al Partido Comunista francés en 1937 por "razones morales", y fue expulsado a raíz de la deriva antiestalinista del partido en 1958. Abogaba por el acercamiento de las dos orillas del Mediterráneo, por el pluralismo y el diálogo de las culturas. Autor de un rico cuerpo de trabajo, incluida su conocida biografía del profeta del Islam. 
Rodinson se convirtió muy conocido en Francia cuando él expresó una cierta reticencia acerca del Estado de Israel, a pesar de su ascendencia judía. En particular, criticó las políticas de asentamiento de ese Estado. Fue muy fuerte su compromiso con la causa palestina, incluso, en 1968 con el orientalista francés Jacques Berque, creó un grupo de investigación y acción a favor de esta causa. 
Al mismo tiempo, acuñó el término "fascismo islámico" (le fascisme islamique) en 1979, que utiliza para describir la revolución iraní.

## Biografía

### Familia
Los padres de Maxime Rodinson eran inmigrantes judíos ruso-polacos que eran miembros del Partido Comunista. Llegaron a Francia a finales del siglo XIX como refugiados de pogromos en el Imperio Ruso. Su padre era un comerciante de ropa que montó un negocio de ropa impermeable en la parte de París de habla yiddish, llamada Pletzl, en el distrito de Marais. Se convirtieron en puerto de escala para otros exiliados rusos, la mayoría de ellos revolucionarios hostiles al régimen zarista. Su padre intentó sindicalizar y organizar servicios educativos y de otro tipo para su grupo de inmigrantes de clase trabajadora. En 1892, ayudó a establecer una biblioteca comunitaria que contenía cientos de obras en yiddish, ruso y francés.
En 1920, los Rodinson se unieron al Partido Comunista y tan pronto como Francia reconoció a la RSFS de Rusia, en 1924, solicitaron la ciudadanía soviética. Rodinson creció en una familia fervientemente comunista, no religiosa y antisionista.